# Bernard Brault
Bernard Brault est un photographe de presse québécois, spécialisé en sports et en voyages.

## Biographie
Il commence sa carrière en 1976 au Courrier du Sud, un journal de la région de Montréal, puis travaille pour les agences de presse Reuters et United Press Canada (1981-1986). Depuis 1984, il est photographe à La Presse, tout en collaborant avec d'autres organismes.
Pendant sa carrière, il a couvert plusieurs grands évènements sportifs, notamment tous les Jeux olympiques depuis 1994 et de nombreux Grands Prix de Formule Un, tournois de tennis et de hockey. Ses photos ont fait l'objet d'expositions et de publications.

## Prix et distinctions
Brault est récipiendaire de plus de 200 prix et mentions, obtenus sur quatre continents, notamment:
- 1er prix du concours international de la meilleure photo sportive, France, 1985.
- 3e prix (catégorie Sports) de la National Press Photographers Association, États-Unis, 1988.
- «Photographe de l'année» de la Eastern and Western Canadian News Photographers Association, Canada, 1996.
- 1er prix du magazine L'actualité, Canada, 2004.
- 1er prix (catégorie Sports) de la National Press Photographers Association, États-Unis, 2004.
- 1er prix pour la photo de l'année (catégorie Portraits) de l'Association des photographes de presse du Canada[3], Canada, 2008.
- 2022 -  Membre de l'Ordre du Canada[4]